# Chris Newton
Christopher Malcolm "Chris" Newton (ur. 29 września 1973 w Middlesbrough) – brytyjski kolarz torowy, trzykrotny medalista olimpijski, siedmiokrotny medalista mistrzostw świata.

## Kariera
Czterokrotnie występował w igrzyskach olimpijskich (1996, 2000, 2004, 2008). W 1996 roku w Atlancie był 10., cztery lata później w Sydney zdobył brązowy, a w 2004 w Atenach srebrny medal - wszystkie te wyniki osiągnął w drużynowym wyścigu na dochodzenie, natomiast w Pekinie (2008) osiągnął największy indywidualny sukces, zdobywając brązowy medal w wyścigu punktowym.
Wielokrotny medalista mistrzostw świata, dwukrotnie zdobył złoty medal - wygrał wyścig punktowy na mistrzostwach świata w 2002 roku, a trzy lata później w Los Angeles triumfował w drużynowym wyścigu na dochodzenie.
Jest wielokrotnym mistrzem Wielkiej Brytanii zarówno w zawodach torowych jak i szosowych.